# Граб (Триљ)
Граб је насељено место у саставу града Триља, Сплитско-далматинска жупанија, Република Хрватска.

## Историја
До територијалне реорганизације у Хрватској налазио се у саставу старе општине Сињ.

## Становништво
На попису становништва 2011. године, Граб је имао 546 становника.
| Број становника по пописима | Број становника по пописима | Број становника по пописима | Број становника по пописима | Број становника по пописима | Број становника по пописима | Број становника по пописима | Број становника по пописима | Број становника по пописима | Број становника по пописима | Број становника по пописима | Број становника по пописима | Број становника по пописима | Број становника по пописима | Број становника по пописима | Број становника по пописима |
| --------------------------- | --------------------------- | --------------------------- | --------------------------- | --------------------------- | --------------------------- | --------------------------- | --------------------------- | --------------------------- | --------------------------- | --------------------------- | --------------------------- | --------------------------- | --------------------------- | --------------------------- | --------------------------- |
| 1857                        | 1869                        | 1880                        | 1890                        | 1900                        | 1910                        | 1921                        | 1931                        | 1948                        | 1953                        | 1961                        | 1971                        | 1981                        | 1991                        | 2001                        | 2011                        |
| 74                          | 834                         | 418                         | 282                         | 268                         | 383                         | 1.380                       | 272                         | 235                         | 390                         | 412                         | 565                         | 774                         | 795                         | 687                         | 546                         |

Напомена: У 1869. и 1921. садржи податке за насеља Криводол, Поди и Врабач те део података у 1880. за насеље Поди.

### Попис1991.
На попису становништва 1991. године, насељено место Граб је имало 795 становника, следећег националног састава:
| Попис 1991.‍ | Попис 1991.‍ | Попис 1991.‍ | Попис 1991.‍ | Попис 1991.‍ |
| ----------- | ----------- | ----------- | ----------- | ----------- |
|             |             |             |             |             |
| Хрвати      | Хрвати      |             | 781         | 98,23%      |
| Немци       | Немци       |             | 1           | 0,12%       |
| Словенци    | Словенци    |             | 1           | 0,12%       |
| непознато   | непознато   |             | 12          | 1,50%       |
| укупно: 795 |             |             |             |             |